# جيم دوغرتي
جيم دوغرتي (بالإنجليزية: Jim Dougherty)‏ هو لاعب كرة قاعدة أمريكي، ولد في 8 مارس 1968 في برينتوود في الولايات المتحدة.

## وصلات خارجية
- جيم دوغرتي على موقعبيزبول رفرنس.كوم (الدوري الرئيسي) (الإنجليزية)
- جيم دوغرتي على موقعبيزبول رفرنس.كوم (الدوري الثانوي) (الإنجليزية)
- جيم دوغرتي على موقع مشجعي الرسوم البيانية (الإنجليزية)